# Thomas Richard Underwood
Pour les articles homonymes, voir Underwood.
Thomas Richard Underwood, né le 24 février 1772 à Londres et mort en 1835, est un aquarelliste et géologue britannique.

## Biographie
Thomas Richard Underwood naît le 24 février 1772 au 43 Lamb's Conduit Street, Holborn à Londres. Il est fils unique de Thomas Underwood (mort en 1808) et de sa femme, Susannah (morte en 1804/1805).
Selon l'ODNB, on ne sait rien de son éducation précoce ou de sa formation au dessin à l'aquarelle. Selon le Bryan's Dictionary of Painters and Engravers, il étudie chez le Dr Monro et exerce à Londres, s'adonnant à l'art plus comme un passe-temps que comme une profession.
Il se trouve en France à la rupture de la paix d'Amiens.
Peintre paysagiste et topographe, il exécute un certain nombre de sujets marins, par exemple Une côte rocheuse et Un navire dans un estuaire. Il peint également des sujets intérieurs comme A Cottage Beneath the Mountains. Certains de ses dessins sont présentés à l'exposition de Cooke à Soho Square. En 1802, il illustre le deuxième volume de l'important ouvrage de Philip Rashleigh sur les minéraux britanniques et, en 1823, il est élu membre de la Geological Society.
Thomas Richard Underwood meurt en 1835.